# Metinska bojila
Metinska bojila i polimetinska bojila su bojila za koja je svojstvena konjugirani lanci, djelomično ili potpuno otvoreni lanci grupa -CH=, koji završava s jedne strane amonijevom grupom a s druge dušikovim, sumpornim ili kisikovim atomom, ili nekom jednakovrijednom (ekvivalentnom) nezasićenom grupom. Većina ovih bojila sadrži kinolinski, benzotiazolni ili trimetilindolinski sustav prstena koji su spojeni metinskim ili polimetinskim lancima. Sve su to bazna bojila od kojih neka imaju važnu ulogu kao senzibilizatori u fotografiji, a za tekstilne i ostale svrhe bojanja imaju samo ograničenu primjenu u tisku i kao pigmentna ili disperzijska bojila, a u novije vrijeme i za bojenje poliakrilnitrilnoga vlakna. Nijanse su im žute, narančaste i crvene. Kao primjer navidi se Astraphloxin FF ex., C.I. 48070. Ovo se bojilo priprema polazeći od fenilhidrazona metiletilketona, koji ciklizacijom daje 2,3,3-trimetilindolenin, na čiju se N-metilamonijsku sol (dobivenu djelovanjem metilklorida ili dimetilsulfata) djeluje najprije trietilnim esterom ortomravlje kiseline, pa solnom kiselinom.

## Slike
|                                  |                                       |                        |
| Primjer: C.I. bazična crvena 12. | align= Primjer: C.I. bazična žuta 11. | Primjer: oksonol plava |